# Grünenbach
Grünenbach – miejscowość i gmina w południowych Niemczech, w kraju związkowym Bawaria, w rejencji Szwabia, w regionie Allgäu, w powiecie Lindau (Bodensee), wchodzi w skład wspólnoty administracyjnej Argental.

## Geografia
Gmina leży w Allgäu, nad jednym z dopływów Obere Argen. Grünenbach jest odległe o około 27 km na północny wschód od Lindau (Bodensee), graniczy z następującymi gminami: na północy Gestratz, Maierhöfen, na wschodzie Weitnau (powiat Oberallgäu), na południu Stiefenhofen i na zachodzie Weiler-Simmerberg oraz Röthenbach (Allgäu).

## Dzielnice
Gmina składa się z dwóch dzielnic:
- Ebratshofen
- Grünenbach

## Demografia
| Data | Liczba ludności |
| ---- | --------------- |
| 1970 | 1 140           |
| 1987 | 1 124           |
| 1992 | 1 266           |
| 1999 | 1 394           |
| 2000 | 1 414           |
| 2001 | 1 436           |
| 2002 | 1 476           |
| 2003 | 1 484           |
| 2004 | 1 516           |
| 2005 | 1 508           |
| 2006 | 1 550           |
| 2007 | 1 558           |

## Historia
Pierwsze wzmianki o miejscowości pochodzą z 1241. W 1353 Grünenbach liczyło około 120 mieszkańców. W XIV w. wieś zdziesiątkowała epidemia dżumy. Podczas wojny trzydziestoletniej w 1632 napływający z Isny im Allgäu i Wangen im Allgäu Szwedzi splądrowali wieś. Grünenbach było od 1800 siedzibą sądu niższego jak i wyższego. Miejscowość do 1805 była częścią austriackiego hrabstwa Bregencja-Hohenegg. Do Bawarii trafiła w wyniku traktatów pokojowych z Brna i Bratysławy.
Dzisiejsza gmina powstała już w wyniku reform administracyjnych z 1818. W 1860 miejscowości Grünenbach i Schönau zostały połączone. Kolejna reforma nastąpiła w 1972, wówczas doszło do złączenia gmin Grünenbach i Ebratshofen. Przy powstaniu w 1978 wspólnoty administracyjnej Röthenbach (Allgäu) gmina Grünenbach została do niej wcielona, wspólnota zmieniła nazwę w 2007 na Argental.

## Zabytki
- ruiny zamku Laubenberg
- Kościół pw. św. Elżbiety (St. Elisabeth) w dzielnicy Ebratshofen

## Polityka
Obecnym wójtem gminy jest Markus Eugler (niezrzeszony), jego poprzednikiem był Olaf Rüdiger Hoffmann.
Rada gminy składa się z 12 członków (w tym 2. i 3. wójt - zastępcy) i wójta jako przewodniczącego.
|      | Niezależni radni (Unabhängige Gemeinderäte) | Razem |
| 2008 | 12                                          | 12    |

## Oświata
W gminie znajduje się jedna szkoła podstawowa i jedno przedszkole:
- szkoła podstawowa Laubenberg
- przedszkole Kunterbunt, w 2005: 42 miejsca z 43 dziećmi